# Distretto di Novomoskovs'k
Il distretto di Novomoskovs'k (in ucraino Новомосковський район?) è un distretto nell'oblast' di Dnipropetrovs'k in Ucraina. Il suo centro amministrativo è la città di Novomoskovs'k Ha una popolazione di 167 526 abitanti.

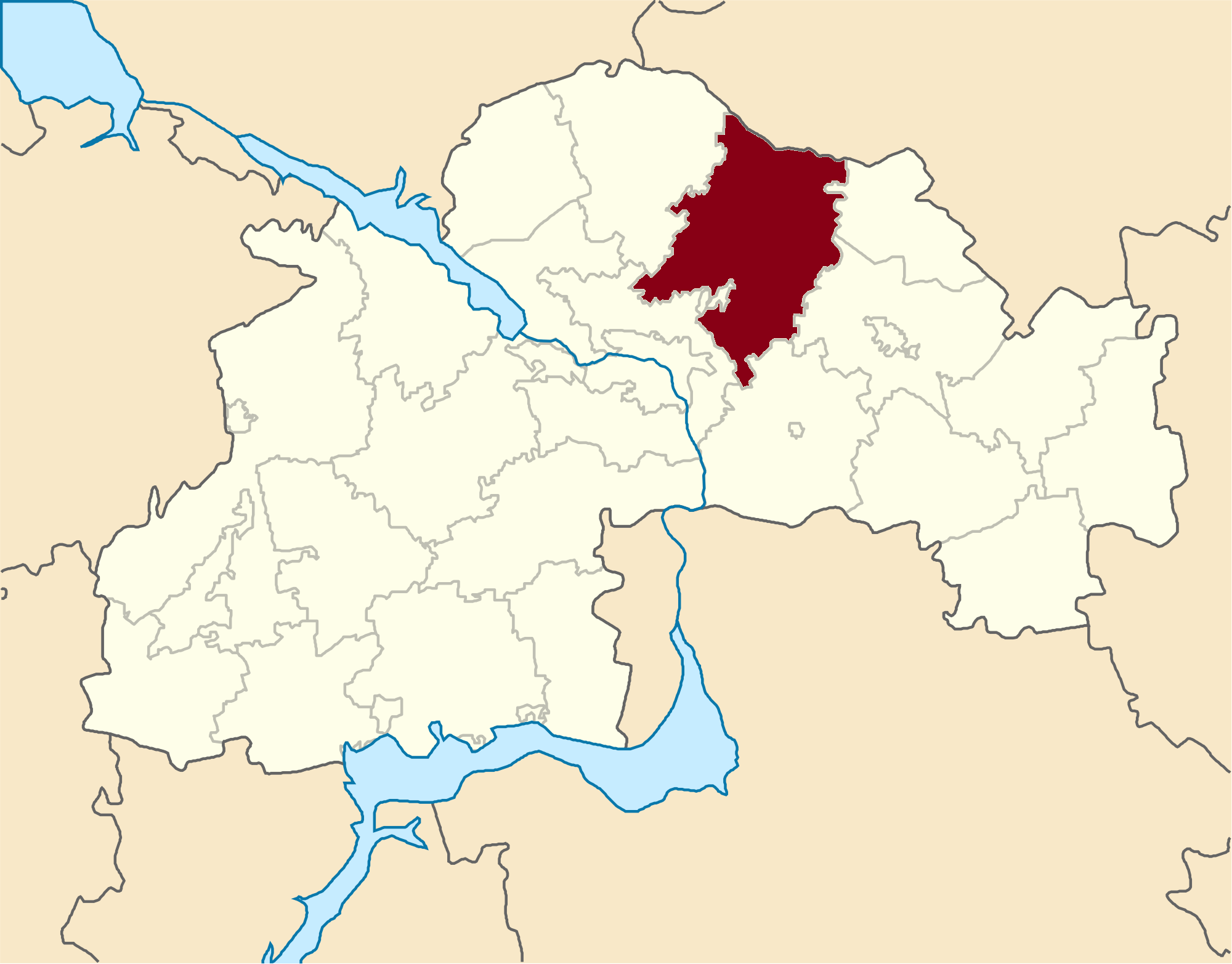
Territorio del distretto prima della riforma amministrativa del 2020

Il 18 luglio 2020, come parte della riforma amministrativa dell'Ucraina, il numero di distretti dell'oblast di Dnipropetrovs'k è stato ridotto a sette e l'area del distretto di Novomoskovs'k è stata notevolmente ampliata.